# Оуян Сюань
Оуян Сюань (*歐陽玄, між 1273 та 1284 — між 1355 та 1358) — китайський вчений, правник, гідролог, літератор, історик, каліграф, державний службовець, один з очільників академії Ханьлінь часів династії Юань.

## Життєпис
Походив з роду вчених та чиновників Оуян. Стосовно дати народження існують різні версії: або 1273 чи 1274, або 1284 роки. Народився у м. Лулін (сучасне м. Цзіань провінції Цзянсі). Здобув гарну домашню освіту, з дитинства виявивши хист до різних наук. У 14 років написав першу прозову роботу. Потім перебрався до м. Люян (провінція Хунань).
У 1315 році з успіхом склав імператорський іспит, отримавши найвищу вчену ступінь цзіньши. У 1339 році входить до складу академії Ханьлінь, ставши незабаром одним з провідних її вчених. Тут також відповідав за складання імператорських наказів.
В часи володарювання імператора Тоґон-Темура Оуян увійшов до Павільйону Зірки Літератури, що відновив роботу у 1340 році. Тут він займався різними видами каліграфії. У 1343—1345 роках його було задіяно для складання династичних хронік, незабаром Оуян Сюань фактично очолив цю роботу.
Водночас у 1340-1350-х роках відігравав важливу роль у складанні законодавства. Втім активна діяльність Оуян Сюань була перервана внаслідок змови і страти його покровителя — Тогто у 1355 році. Ймовірно в цей час Оуян загинув, або було заслано у провінцію, де через декілька років помер.

## Творчість
Є автором трьох великих книг з історій династій Ляо, Цзінь і Сун. Завдяки зібраної інформації, її якості, ці історичні хроніки слугують важливим джерелом з китайської історії тих часів.
У 1360 році перше керівництво з гідробудівництва (стало першою в світі систематизованою працею в цей царині) — «Чжічжен хефан цзі» («нариси стосовно підкорення паводкових вод»), де виклав теорію руху водного потоку, сформулював принципи регулювання річок і надав опис методів побудови гідроспоруд.
Є організатором і збирачем літературної антології Павільйону Яшмовими Таблиць, куди увійшли праці відомих письменників, в тому числі й самого Сюаня.
У збірці Гуайчжі поміщені каліграфічні роботи Оуян Сюаня.
Розроблені Оуян Сюанєм у 1340-х роках правничі засади династії Юань використовувалися частково також в часи династії Мін, й лише при династії Цін були остаточно забуті.